# Teoria Weyla
Teoria Weyla.
Jeśli {\displaystyle x} jest liczbą rzeczywistą, to niech {\displaystyle [x]} oznacza największą liczbę całkowitą mniejszą lub równą od {\displaystyle x.} Wtedy liczbę {\displaystyle [x]} nazywamy częścią całkowitą liczby {\displaystyle x.} Część ułamkowa {\displaystyle x} jest określona przez {\displaystyle \{x\}=x-[x].} W szczególności, {\displaystyle x\in [0,1)} dla każdego {\displaystyle x\in \mathbb {R} .} Na przykład część całkowita i część ułamkowa z liczby {\displaystyle 2{,}7} są równe odpowiednio {\displaystyle 2} i {\displaystyle 0{,}7,} podczas gdy część całkowita i część ułamkowa z liczby {\displaystyle -3{,}4} są równe odpowiednio {\displaystyle -4} i {\displaystyle 0{,}6.}

## Definicja
O ciągu liczb {\displaystyle \xi _{1},\ \xi _{2},\ \ldots ,\ \xi _{n},\ldots } na przedziale {\displaystyle [0,1)} mówi się, że są „equidistributed”, na każdym przedziale {\displaystyle (a,b)\subset [0,1)} mamy:
{\displaystyle \lim _{N\to \infty }{\frac {\{1\leq n\leq N:\xi _{n}\in (a,b)\}}{N}}=b-a}
gdzie A oznacza liczność zbioru skończonego A.

## Twierdzenie
Jeśli {\displaystyle \gamma } jest niewymierne, to sekwencja części ułamkowych {\displaystyle \{\gamma \},\ \{2\gamma \},\ \{3\gamma \},\ldots } jest „equidistributed” na odcinku {\displaystyle [0,1).}

## Lemat
Jeśli {\displaystyle f} jest ciągła i okresowa o okresie równym {\displaystyle 1,} a {\displaystyle \gamma } jest niewymiene, to
{\displaystyle {\frac {1}{N}}\sum _{n=1}^{N}f(n\gamma )\longrightarrow \int _{0}^{1}f(x)\,dx,N\to \infty .}

## Wniosek
Teza powyższego lematu obejmuje każdą funkcję f, która jest całkowalna w sensie Riemanna na odcinku {\displaystyle [0,1]} i okresowa o okresie równym {\displaystyle 1.}

## Przykład 1
Ciąg
{\displaystyle 0,{\frac {1}{2}},0,{\frac {1}{3}},{\frac {2}{3}},0,{\frac {1}{4}},{\frac {2}{4}},{\frac {3}{4}},0,{\frac {1}{5}},{\frac {2}{5}},\ldots }
wydaje się być „equidistributed”, gdyż przebiega na odcinku {\displaystyle [0,1)} równomiernie.
Oczywiście powyższe rozumowanie nie jest dowodem.

## Przykład 2
Niech ciąg {\displaystyle (r_{n})_{n=1}^{\infty }} będzie jakąkolwiek numeracją liczb wymiernych na odcinku {\displaystyle [0,1).} Wtedy ciąg definiowany tak, że {\displaystyle \xi _{n}=r_{n/2}} dla {\displaystyle n} parzystego oraz {\displaystyle 0} dla {\displaystyle n} nieparzystego. Ciąg ten nie jest „equidistributed”, gdyż „połowa” sekwencji wynosi 0. Niemniej jednak, ta sekwencja jest gęsta.